# 中国共产党第十一届中央委员会
中国共产党第十一届中央委员会由中国共产党第十一次全国代表大会选举产生。

## 历次全会

### 一中全会
中国共产党第十一届中央委员会第一次全体会议於1977年8月19日在北京举行。會議选举了新一屆中央領導机构，名單如下：
1. 中央委员会主席：华国锋
2. 中央委员会副主席：叶剑英、邓小平、李先念、汪东兴
3. 中央政治局委員：华国锋（以下按姓氏笔画为序）、韦国清、乌兰夫、方毅、邓小平、叶剑英、刘伯承、许世友、纪登奎、苏振华、李先念、李德生、吴德、余秋里、汪东兴、张廷发、陈永贵、陈锡联、耿飚、聂荣臻、倪志福、徐向前、彭冲
4. 中央政治局候补委员：陈慕华、赵紫阳、赛福鼎
5. 中央政治局常務委員會委員：华国锋、叶剑英、邓小平、李先念、汪东兴

### 二中全会
中国共产党第十一届中央委员会第二次全体会议于1978年2月18日至23日在北京举行。全会为第五届全国人民代表大会和中国人民政治协商会议第五届全国委员会的召开，作了政治上、思想上和组织上的准备。全会对中共中央政治局提出的各项文件进行了认真的讨论。会议通过《政府工作报告》、《1976至1985年发展国民经济10年规划纲要（草案）》、《中华人民共和国宪法修改草案》和《关于修改宪法的报告》，决定提请第五届全国人民代表大会第一次会议审议。通过全国人民代表大会常务委员会组成人员、国务院总理和国务院其他组成人员、最高人民法院院长、最高人民检察院检察长、政协全国委员会常务委员会组成人员的候选人名单，决定分别提请五届人大和五届政协会议讨论。通过中华人民共和国国歌的新歌词，也决定提请五届人大会议讨论。

### 三中全会
中国共产党第十一届中央委员会第三次全体会议于1978年12月18日至22日在北京举行。出席会议的有中央委员169名，候补中央委员112名。中央及地方有关部门的负责人列席了会议。
全会的中心议题是讨论把全党的工作重点转移到社会主义现代化建设上来。这次会议被普遍认为是中国共产党历史上和中华人民共和国建国以来具有深远意义的会议，被称为是“新时代的遵义会议”。
全会作出了从1979年起，把全党工作重点转移到社会主义现代化建设上来的战略决策。在经济建设问题上，从纠正急于求成的错误倾向和全党要注意解决好国民经济重大比例严重失调等问题出发，必须采取一系列新的重大措施，对陷于失调的国民经济比例关系进行调整，对过分集中的经济管理体制着手认真的改革。
全会重新确定了中国共产党的正确的思想路线，批判了“两个凡是”的错误方针，充分肯定了必须完整、准确地掌握和运用毛泽东思想的科学体系，高度评价了关于真理标准问题的讨论，确定了解放思想，开动脑筋，实事求是，团结一致向前看的指导方针。
全会重新确立了中国共产党的正确的政治路线，果断地停止使用“以阶级斗争为纲”这个不适用于社会主义社会的口号，否定了中共十一大沿袭的“文化大革命”中的所谓“无产阶级专政下继续革命”，以及“文化大革命”今后还要进行多次等“左倾”错误观点。
全会重新确立了中国共产党的正确的组织路线，决定在组织上健全党规党纪，健全党的民主集中制，反对接受和制造个人崇拜，加强集体领导。
全会还审查和解决了中国共产党的历史上一批重大冤假错案和一些重要领导人的功过是非问题，其中包括关于1959年庐山会议对彭德怀等人的错误批判和错误结论、关于薄一波等61人案件、关于“反击右倾翻案风”和天安门事件的错误文件，以及对邓小平1975年工作的评价。全会认为，过去那种脱离党和群众的监督，设立专案机构审查干部的方式，弊病极大，必须永远废止。
全会提出了要注意解决好国民经济重大比例严重失调的要求，制订了加快农业发展的决定，同意将《中共中央关于加快农业发展若干问题的决定（草案）》和《农村人民公社工作条例（试行草案）》发到省、自治区、直辖市讨论和试行。为把农业搞上去，必须首先在农村实行改革，推行联产计酬责任制。
全会提出了健全社会主义民主和加强社会主义法制的任务。
这些具有重大意义的转变，标志着党重新确立了马克思主义的思想路线、政治路线和组织路线，开始形成了以邓小平为核心的第二代中央领导集体。
全会增选陈云为中央政治局委员、政治局常务委员、中央委员会副主席；邓颖超、胡耀邦、王震为中央政治局委员；增补黄克诚、宋任穷、胡乔木、习仲勋、王任重、黄火青、陈再道、韩光、周惠9人为中央委员（1982年8月30日中共十二大预备会议予以追認）。
为了维护党规党法，切实搞好党风，全会决定建立中央纪律检查委员会。全会选举陈云为中央纪律检查委员会第一书记，邓颖超为第二书记，胡耀邦为第三书记，黄克诚为常务书记，王鹤寿等为副书记。

### 四中全会
中国共产党第十一届中央委员会第四次全体会议于1979年9月25日至28日在北京舉行。出席这次会议的有中央委员189人，候补中央委员118人，另有16名中央机关和地方党委的负责同志列席了会议。华国锋主持会议并讲了话。这次全会讨论和通过了叶剑英代表中共中央、人大常委会和国务院在庆祝中华人民共和国成立三十周年大会上的讲话和《中共中央關於加快農業發展若干問題的決定》。
全会通过协商和无记名投票，增补王鹤寿、刘澜波、刘澜涛、安子文、李昌、杨尚昆、周扬、陆定一、洪学智、彭真、蒋南翔和薄一波12位同志为中央委员，准备在党的第十二次代表大会时，请求对这一增补手续予以追认。全会选举中央政治局候补委员赵紫阳和中央委员彭真为中央政治局委员。

### 五中全会
中国共产党第十一届中央委员会第五次全体会议于1980年2月23日至29日在北京舉行。参加会议的有中央委员201人，候补中央委员118人，另有各地方部门负责人37人列席了会议。全会经过充分讨论作出以下决定：
1. 决定提前召开党的第十二次全国代表大会，对党的十一大未能解决的重大问题加以完善解决。
2. 增选胡耀邦、赵紫阳为中央政治局常委。重新设立中央书记处，选举胡耀邦为中央委员会总书记，万里、王任重、方毅、谷牧、宋任穷、余秋里、杨得志、胡乔木、胡耀邦、姚依林、彭冲为中央书记处书记。
3. 通过了《中国共产党章程》（草案）。准备将草案提交党的十二大审议通过。
4. 通过了《关于党内政治生活的若干准则》共12条，总结了党几十年来处理党内关系的经验教训。
5. 决定彻底为刘少奇平反，恢复名誉。撤销党的八届十二中全会强加给他的“叛徒、内奸、工贼”的罪名和把他“永远开除出党，撤销其党内外一切职务”的错误决议。恢复刘少奇作为伟大的马克思主义者和无产阶级革命家、党和国家主要领导人之一的名誉，因刘少奇问题受株连造成的冤假错案，由有关部门予以平反。
6. 批准了汪东兴、纪登奎、吴德、陈锡联4位同志辞职的请求。免去或提请免去他们所担任的党和国家的领导职务。
7. 建议全国人大修改宪法第四十五条，取消公民“有运用大鸣、大放、大辩论、大字报的权利”的规定。

### 六中全会
中国共产党第十一届中央委员会第六次全体会议于1981年6月27日至29日在北京召开，有195位中央委员、114位候补中央委员、53名“有关方面负责人”出席。会议通过了《关于建国以来党的若干历史问题的决议》，定性文化大革命为一场由毛泽东错误发动，被反革命集团利用，给党、国家和各族人民带来严重灾难的内乱。决议表示，毛泽东虽发动领导文革，但他功大于过，文革的主体责任归咎于林彪和四人帮，彻底否定文革和无产阶级专政下继续革命的理论。
全会一致同意华国锋辞去中共中央主席和中共中央军事委员会主席职务的请求，仅保留中共中央副主席职务（此前，1980年全国人大会议已决定他不再兼任国务院总理职务，由赵紫阳接任）。选举中共中央总书记胡耀邦为中国共产党中央委员会主席；赵紫阳、华国锋为中央委员会副主席；邓小平为中央军事委员会主席；由胡耀邦、叶剑英、邓小平、赵紫阳、李先念、陈云、华国锋组成中共中央政治局常务委员会，增选习仲勋为中共中央书记处书记。
反改革开放派基本被逐出中共高层，以邓小平为核心的“中国共产党第二代中央领导集体”初步建立。

### 七中全会
中国共产党第十一届中央委员会第七次全体会议于1982年8月6日在北京舉行。出席会议的有中央委员185人，候补中央委员112人，列席21人。全会决定，1982年9月1日召开中国共产党第十二次全国代表大会。全会审议并通过了中央委员会向党的第十二次全国代表大会的报告，审议并通过了《中国共产党章程（修改草案）》，决定将这两个文件提交党的第十二次全国代表大会审议。
全会讨论并通过了分别给刘伯承、蔡畅的致敬信。全会决定在他们因年高久病，不再担任领导职务之际，以全会的名义表达全党同志对他们的亲切问候和崇高敬意。